# Plante parasite

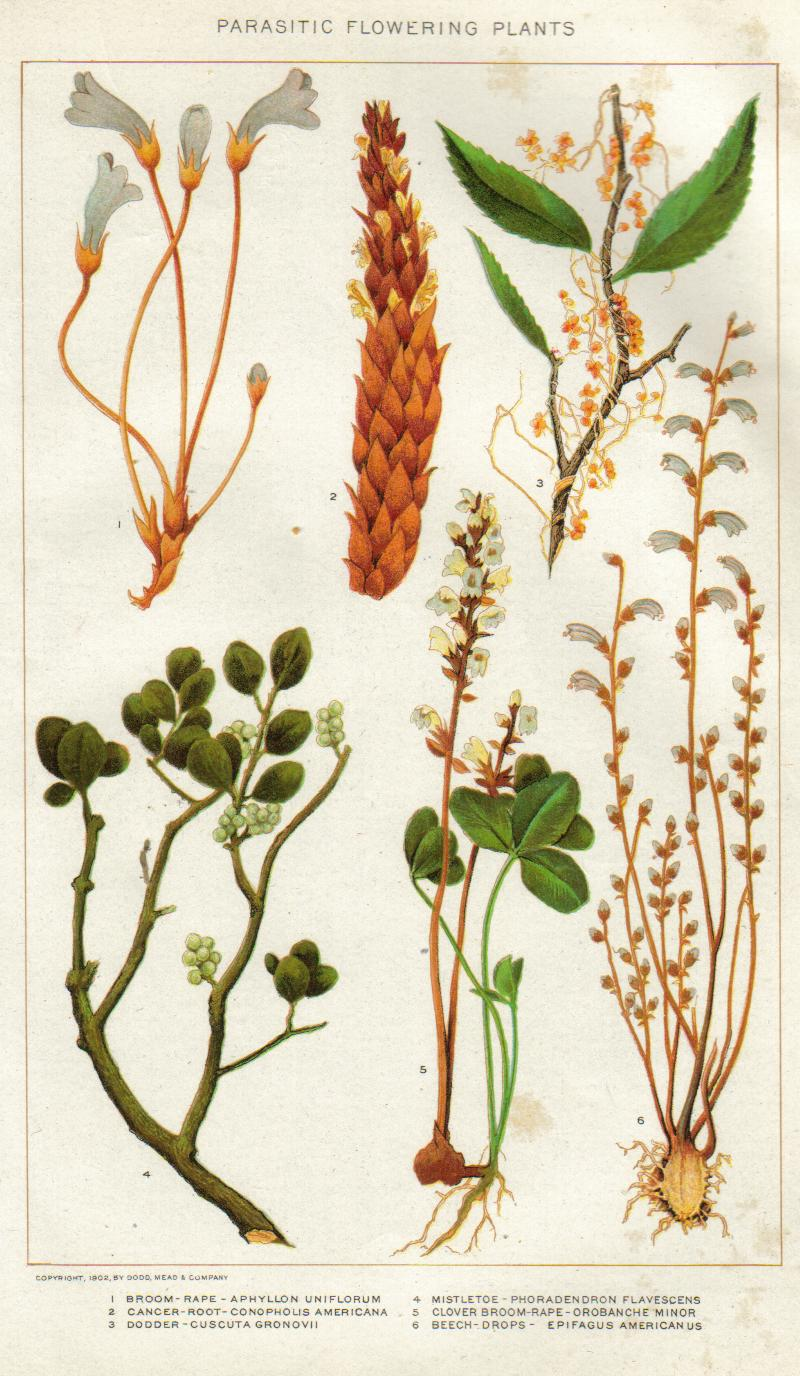
Plantes à fleurs parasites. Planche botanique, 1902.
1 Aphyllon uniflorum
2 Conopholis americana
3 Cuscuta gronovii
4 Phoradendron flavescens
5 Orobanche minor
6 Epifagus americanus

Une plante parasite est une plante qui vit et se développe au détriment d'une autre plante hôte. Le parasitisme peut être total, la plante parasite, dépourvue de chlorophylle, tirant de son hôte toute son alimentation. Il peut être partiel, la plante parasite ne prélevant que l'eau et les éléments minéraux mais conservant son pouvoir de synthèse chlorophyllienne (on parle alors de plante hémiparasite). Il peut également apparaître dans des relations mutualistes entre différences espèces, comme certaines plantes grimpantes qui peuvent protéger le tronc d'un arbre pendant ses premières années.
Les plantes parasites sont essentiellement des angiospermes (monocotylédones et dicotylédones). Elles présentent généralement une régression plus ou moins marquée de l'appareil végétatif. Elles peuvent être selon le cas des parasites spécifiques de certaines espèces ou bien plus généralistes.
Toutes les plantes sans chlorophylle ne sont pas nécessairement parasites, il peut s'agir aussi de plantes saprophytes, qui puisent leur alimentation dans la matière organique en décomposition.
Chez les plantes parasites, le développement d’un suçoir (également nommé haustorium) a eu lieu au cours de l’évolution. Il s’agit d’un prolongement cytoplasmique. Cet organe a pour rôle de conduire les nutriments et les signaux de l’hôte vers le parasite. Il s’agit d’une forte zone d’échange. Cela permet également la fixation de la plante parasite à la plante hôte. Certains types de parasitisme permettent une interaction durable entre la plante parasite et la plante hôte.

## Plantes parasites d'autres plantes

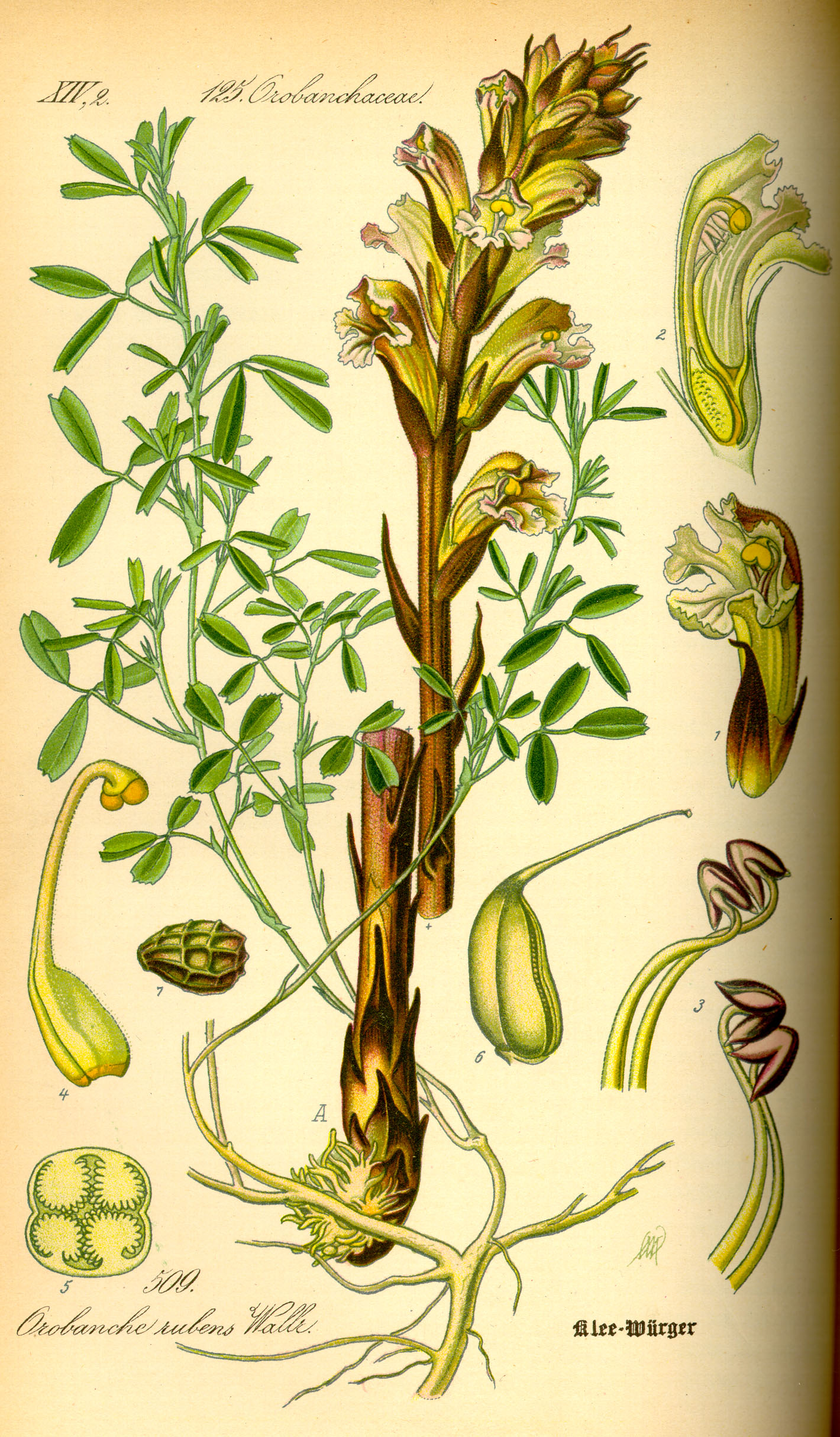
Orobanche lutea parasitant une luzerne.

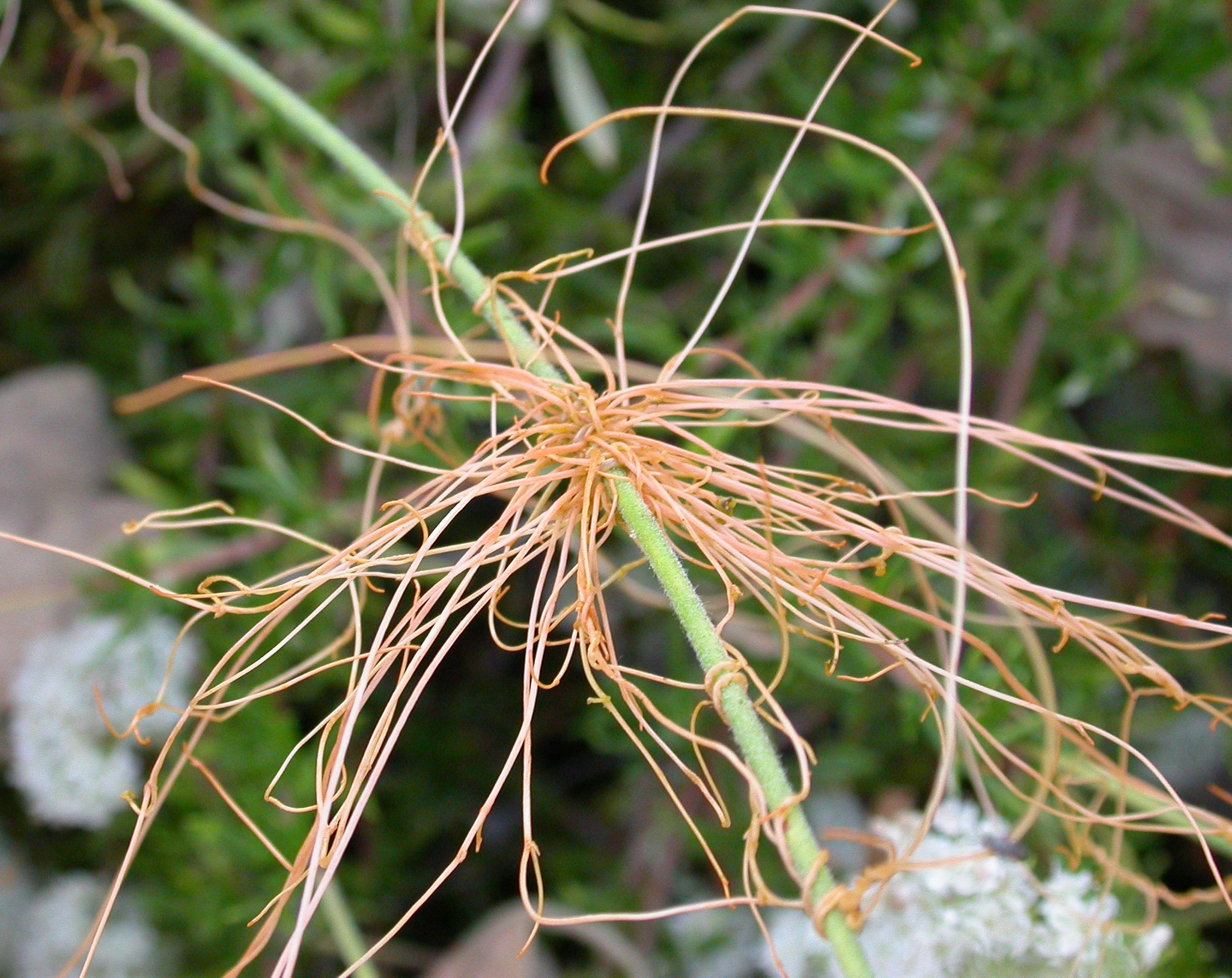
Cuscuta pentagona.

Environ 4 400 espèces de plantes à fleurs, appartenant à 270 genres, sont des plantes parasites. 

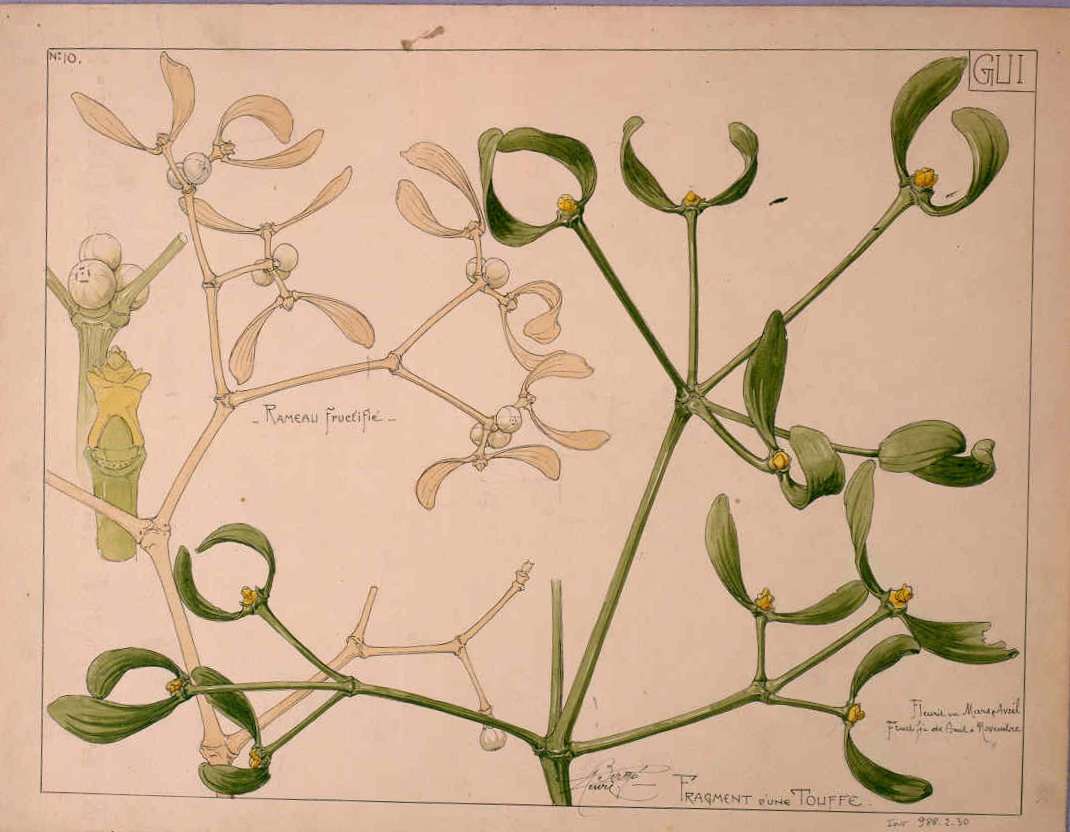
Etude de gui, début du XXe siècle, Henri Bergé, musée de l'Ecole de Nancy.

Exemples de plantes parasitant d'autres plantes :
- les holoparasites (dépendent totalement de la plante qu'elles parasitent) : 
  - les cuscutes ;
  - les deux espèces de monotropes ;
  - les diverses orobanches ;
  - les rafflésies ;
- les hémiparasites (ont conservé leur pouvoir de synthèse chlorophyllienne) : 
  - le gui ;
  - le santal.

Développement de Viscum minimum sur Euphorbia sp.
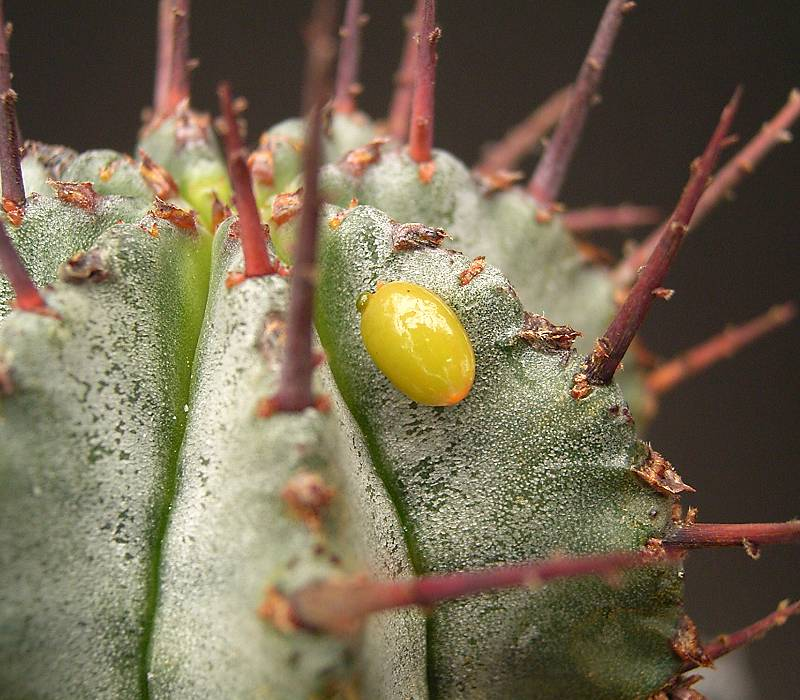
Après 1 jour sur Euphorbia horrida
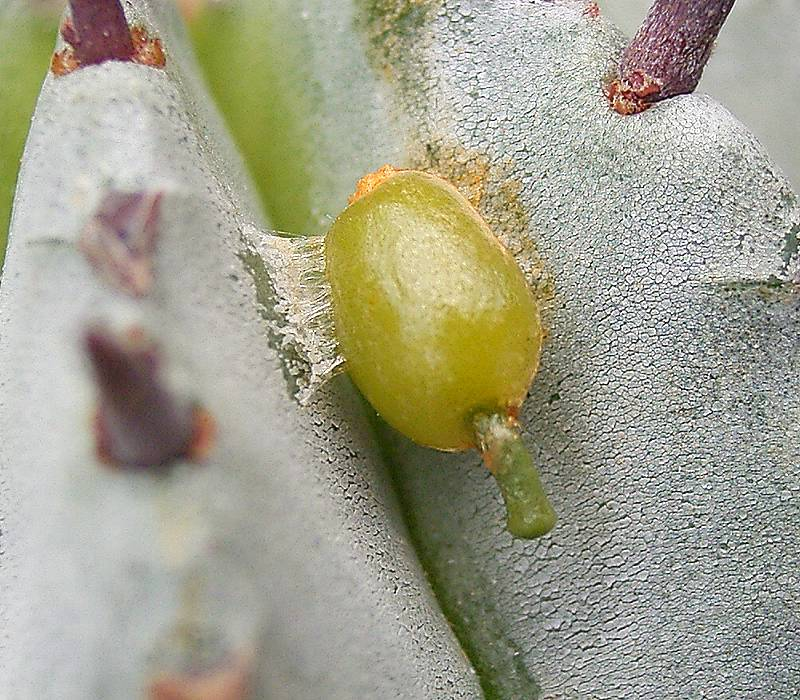
Après 10 jours idem
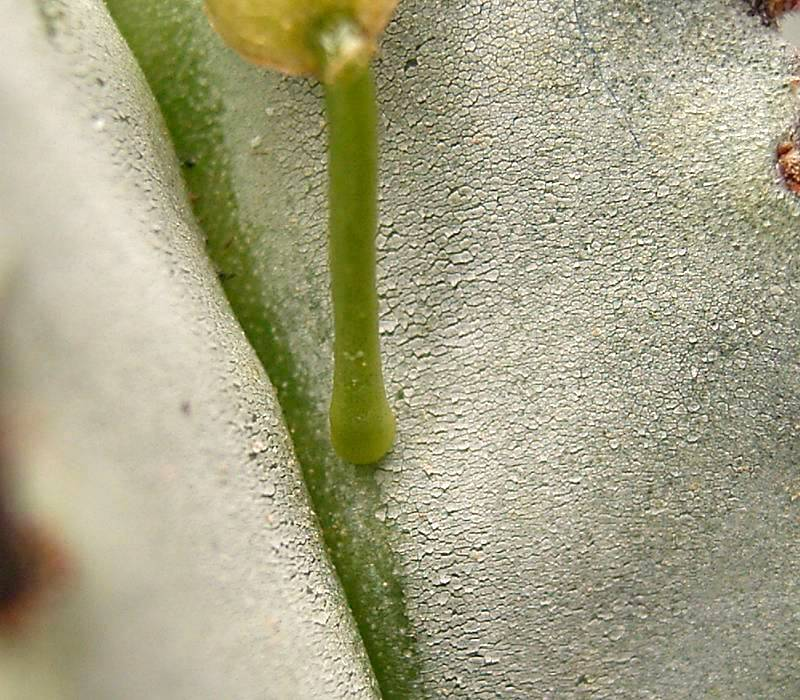
Après 23 jours idem
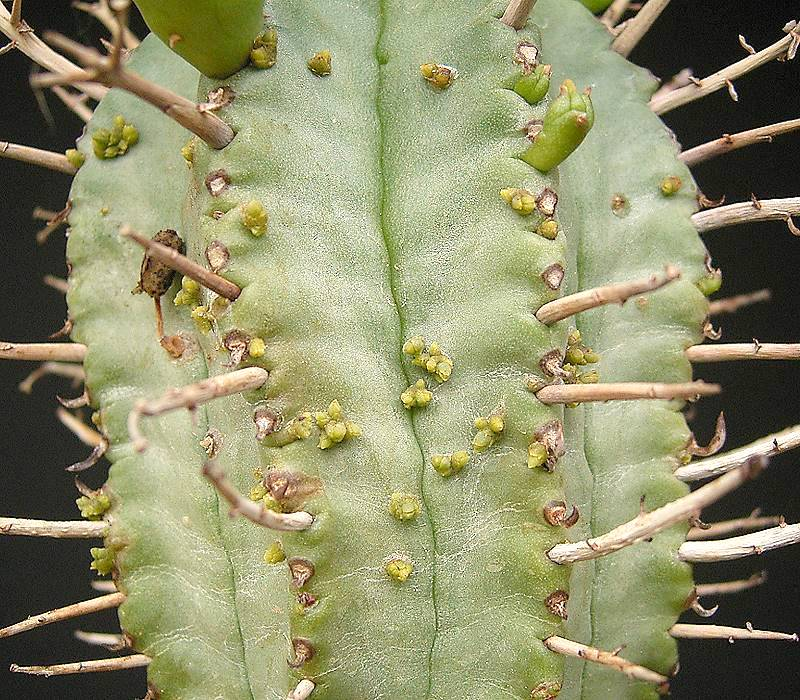
Jeunes pousses sur Euphorbia pillansii
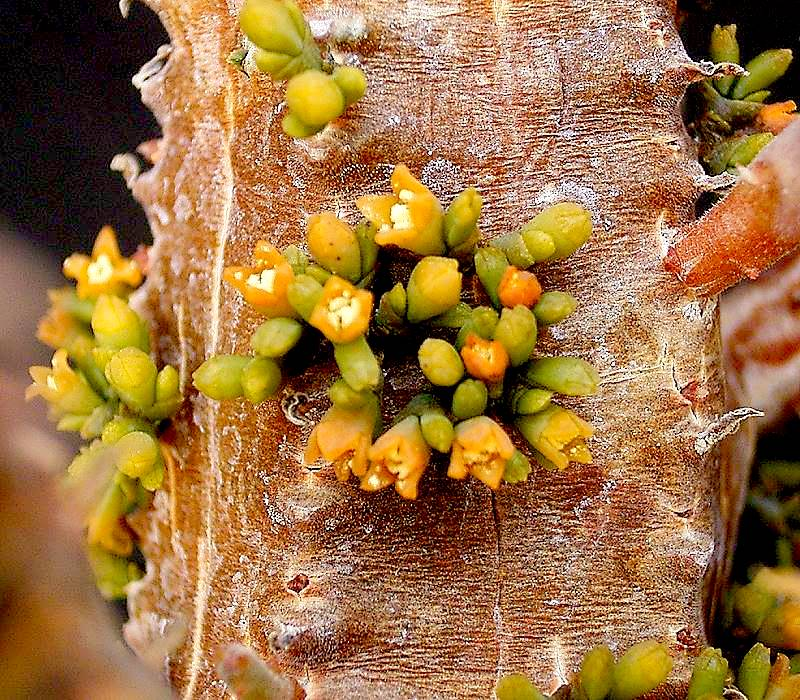
Floraison sur Euphorbia pillansii
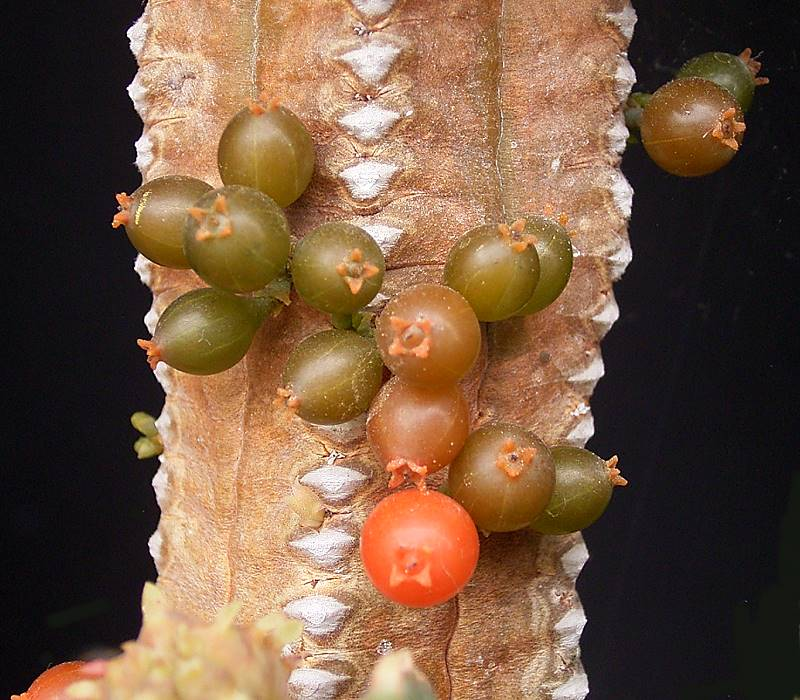
Développement du fruit sur Euphorbia pillansii
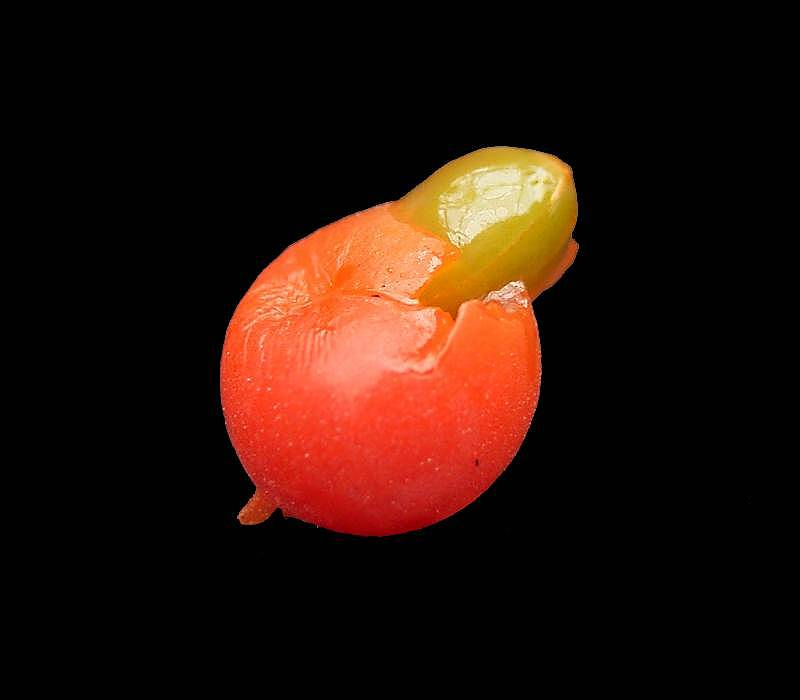
Le fruit de Viscum minimum s'ouvre

## Exemple d'un cycle de développement d'une plante parasite (Orobanche)
Nous allons nous appuyer sur l’exemple de l’Orobanche, comme nous le montre l’illustration. Ce genre regroupe différents types de parasitismes en fonction de l’espèce : hémiparasites et holoparasites.

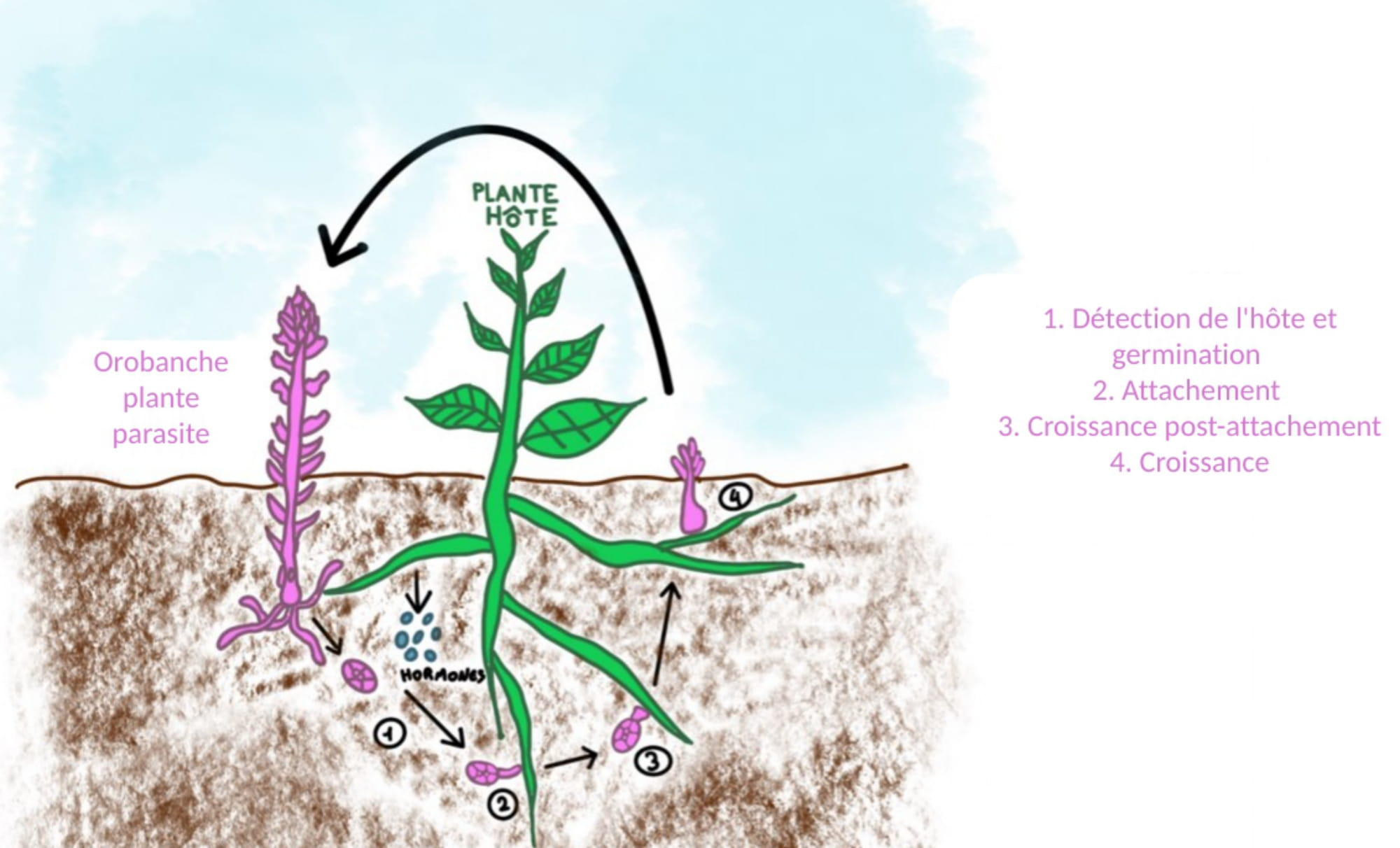
Schéma du cycle de développement de l'Orobanche

## Plantes parasites de champignons
Environ 400 espèces de plantes à fleurs et un gymnosperme (Parasitaxus usta), sont des parasites de  champignons mycorhiziens. Ils sont appelés myco-hétérotrophes plutôt que plantes parasites. Parmi les mycohétérotrophes figurent notamment Monotropa uniflora, Sarcodes sanguinea, Rhizanthella gardneri, Neottia nidus-avis (néottie nid d'oiseau) et Allotropa virgata, Cryptothallus mirabilis, Voyria spp..
Certains champignons sont eux-mêmes des parasites d'autres champignons, comme Hypomyces lactifluorum qui forme une cuticule orange vif sur certaines variétés de russules et de lactaires.